# توينتيث سنتشري بوي
«توينتيث سنتشري بوي» (بالإنجليزية: 20th Century Boy)‏، هي أغنية لفرقة تي.ريكس، من كتابة مارك بولان. أُصدرت كأغنية منفردة عام 1973 ووصلت للمرتبة الثالثة على لائحة الأغاني المنفردة في المملكة المتحدة. لم تُضف الأغنية لأي ألبوم استوديو لكنها أُدرجت كأغنية إضافية على النسخة المعاد إصدارها عام 1973 من الألبوم تانكس.
عادت الأغنية لاحقاً لأفضل 20 أغنية في المملكة المتحدة عام 1991، حيث وصلت للمرتبة ال13، بعد 14 عاماً من وفاة بولان، حيث استُعملت في إعلان تجاري من إخراج كريس هارتويل لليفايس ببطولة براد بيت. تلعب الأغنية دوراً أساسياً في مانغا الغموض/الخيال العلمي فتيان القرن 20.

## تسجيل

### توينتيث سنتشري بوي
سُجلت «توينتيث سنتشري بوي» في 3 ديسمبر 1972 في استوديوهات تسجيلات توشيبا في طوكيو، اليابان في جلسة استمرت من 15:00 إلى 1:30.
سُجل الغناء المساعد، والتصفيق، والإيتار الصوتي والساكسوفونات في إنجلترا بعد عودة تي.ريكس للمملكة المتحدة بعد إنهاء جولتها.
نسخة الأغنية المنفردة للأغنية تتلاشى عند 3:39 من مدة الأغنية، إلا أن الشريط الأساسي كشف أن الأغنية تنتهي عند قرابة ثلاثة دقائق من العزف. يمكن العثور على النسخة الغير معدلة في الألبومين بامب 'ن' غرايند وتانكس.
وفقاً لمارك بولان، فإن كلمات «توينتيث سنتشري بوي» مبنية على اقتباسات مأخوذة من مشاهير بارزين كمحمد علي كلاي. يمكن ملاحظة ذلك من إضافة السطر «لسع كالنحلة» (بالإنجليزية: "sting like a bee")‏، والذي أُخذ من إحدى خطابات محمد علي في 1969.
بالرغم من ازدواجية معاني المحتوي الكلماتي لأغاني بولان، كشف تحليل تسجيلات «توينتيث سنتشري بوي» متعددة المسارات أن يكون السطر الأول «الأصدقاء يقولون أنها جميلة، الأصدقاء يقولون أنها جيدة. الجميع يقولون بأنها مثل روبن هود» (بالإنجليزية: "Friends say it's fine, friends say it's good/Everybody says it's just like Robin Hood")‏، وليس السطر المحرف «... كالروك آند رول» (بالإنجليزية: "...just like rock 'n' roll")‏.

### «فري إينجل»
سًجلت «فري إينجل» في الجلسة الأولى للألبوم تانكس، بين 1 و4 من أغسطس 1972. أُضيف مكس للأغنية لإصدارها لاستوديوهات إير في 16 ديسمبر 1972.

## قائمة الأغاني
1. «توينتيث سنتشري بوي»
2. «فري إينجل»

## طاقم العمل
- مارك بولان - الغناء الرئيسي، الإيتار
- ميكي فين - التصفيق
- ستيف كوري - غيتار البيس
- بيل ليجند - الطبول
- توني فيسكونتي - الإنتاج
- سو آند ساني - الغناء المساعد
- هاورد كيسي - الساكسوفون

## نسخة ديف ليبارد
قامت فرقة الهارد روك البريطانية ديف ليبارد بتقليد الأغنية لألبومها لعام 2006، ياه!، والذي يبرز نسخاً مقلدة لأغاني الروك الناجحة من عقد 1970. أُصدرت الأغنية كالأغنية المنفردة الثالثة والأخيرة من الألبوم في 21 أغسطس 2006. استُعملت الأغنية بشكل متزايد للترويج لما يتضمن ظهورين على التلفاز وتكرار منتظم في قائمة الأغاني لجولة الفرقة عام 2006 للألبوم. غنت ديف ليبارد الأغنية في برنامج ذا تونايت شو وذ جاي لينو في 23 مايو 2006 قبل أداء الأغنية مع برايان ماي من كوين على البث الإذاعي لفي إتش 1 روك أونورز في 31 مايو.

## نسخ مقلدة أخرى
منذ إصدارها، قُلدت «توينتيث سنتشري بوي» من قِبل عدة مغنين وفرق أمثال تاي سيغال، وآدم لامبرت، وبانغ تانغو، ونيكد رايغان، وكيوهارو، وآدم آنت، ودرين إس تي إتش وتشالك سيركل وذا ريبليسمنتس، وغيرلسكول، وبينك كريم 69، وآر إي إم، وذا ثري جونز، وسكوت وايلاند، وبلاسيبو وسيوكسي آند ذا بانشيز. قُلدت الأغنية أيضاً مباشرة من قِبل إكس جابان، حيث غنت الفرقة الأغنية في العديد من أولى حفلاتها الموسيقية، والتي استعملت إحداها كالوجه-ب المباشر لأغنيتها المنفردة لعام 1989 «كوريناي». أصدرت كاونت زيرو، وهي فرقة روك تجريبي مستقرة في بوسطن، أداء مباشراً للأغنية للتنزيل من موقعها على الإنترنت. قُلدت الأغنية من قِبل بانغ تانغو لألبومها المباشر أينت نو جايف... لايف!.
قام عازف الإيتار الميتال أفانت جارد باكتهيد بتقليد الأغنية أيضاً لألبومه الإكرامي، غريت جيويش ميوزك: مارك بولان. في 29 سبتمبر 2009، انضم موبي لريتشارد بارون على المنصة لغناء الأغنية في حفلة إكرام تي.ريكس في سنترال بارك، نيو يورك مع عزف توني فيسكونتي لغيتار البيس. سجلت فرقة الروكابيلي البريطانية ذا بيغ سيكس نسخة من الأغنية لفيلم 1998 ذا ترومان شو.
أثناء ظهورها في فيلم 1998 فيلفيت غولدماين، أدت فرقة بلاسيبو الأغنية كفرقة خيالية باسم ذا فليمينغ كريتشرز. ظهرت الأغنية أيضاً كوجه-أ مزدوج لأغنيتها المنفردة «يو دونت كير أباوت أس» وفي ألبومها كفرز. أدت الفرقة الأغنية مباشرة أيضاً في حفل جوائز بريت لعام 1999 مع ديفيد بوي.
قلدت الفرقة باورمان 5000 لألبومها لعام 2011 كوبيز، كلونز آند ريبليكانتس.
استُعمل مقطع مختلف قليلاً من الأغنية، بالإضافة لقيثارة، في إعلان تلفزيوني لويسكي جيمسون الإيرلندي.

## استعمالات أخرى
ذكرت الفرقة اليابانية باك-تيك الكورس في أغنيتها المنفردة لعام 2001 «توينتي فرست تشيري بوي». قلدت فرقة يابانية أخرى، فيك؟، الأغنية مباشرة في سبتمبر 2013. استعمل مسلسل قناة سبايك ليب سينك باتل الأغنية كشارته الافتتاحية، وأُبرِزت أثناء تصوير الحلقة التجريبية من ذا غود غايز.